# Euphrasia exaristata
Euphrasia exaristata — вид квіткових рослин з родини вовчкових (Orobanchaceae). Ареал: Польща, Словаччина.

## Середовище
Росте на весняних ділянках і вологих, утоптаних краях доріг у гірському, частіше субальпійському, ярусі на висоті 1260–1460 м над рівнем моря.

## Біоморфологічний опис
Це однорічна трав'яниста рослина 5–20 см заввишки. Стебло пряме, рідше висхідне, просте або слаборозгалужене, з 1–3(4) парами гілок. Листки в нижній частині супротивні, оберненояйцеподібні або округлі, з 1–2 парами тупих зубців по краю, притуплених на верхівці; листки в середній і верхній частині супротивні або зовні супротивні, коротко, але чітко черешкові, від широко-до округло-яйцеподібних, округлі біля основи або неглибоко-серцеподібні, з (1)2–4 парами тупих круглих зубців по краю, жилкування помітне знизу. Колос малоквітковий, поступово подовжується. Приквітки ширші та більші за листя, від широко-до округло-яйцеподібних, з 3–5 парами тупих зубців по краю. Квітки виразно короткочерешкові. Віночок 6,5–9 мм завдовжки, після цвітіння трубка віночка видовжена. Коробочка чітко ніжкова, оберненояйцеподібна, довша за зубці чашечки, неглибоко надрізана, по периферії та на верхівці щетинчаста. Цвіте в липні та серпні.